# Comodoro Rivadavia
Comodoro Rivadavia, i daglig tale blot kaldet Comodoro, er en by i Patagonien i den sydlige del af Argentina med 201.228 (2022) indbyggere. Den er beliggende i den sydøstlige del af provinsen Chubut ved landets Atlanterhavskyst.
Der blev gjort store oliefund i denne by i 1907. På oliefelterne produceres der nok olie til at dække 30 til 35% af Argentinas behov for råolie.